# Provinca Ninh Bình
Provinca Ninh Bình (vietnamsko: [nïŋ˧˧ ʔɓïŋ˨˩) je ena najmanjših provinc v Vietnamu, v regiji delte Rdeče reke v severnem delu države. Glavno mesto je Ninh Binh. V provinci Ninh Bình je bilo gospodarsko in politično središče Vietnama v 10. stoletju s starim cesarskim mestom Hoa Lư.
Pokrajina je znana po visoki gostoti naravnih in kulturnih znamenitosti, vključno z rezervati v narodnem parku Cúc Phương in Vân Long, jamami in rekami v Tràng Anu, jamah Tam Cốc-Bích Động in Múa, zgodovinskimi spomeniki v starodavnem glavnem mestu Hoa Lư, največji vietnamski budistični bogoslužni kompleks (tempelj Bái Đính) in stolnico Phát Diệm z "eklektičnim arhitekturnim slogom". Zaradi bližine Hanoja so enodnevni izleti iz prestolnice zlahka obvladljivi.

## Geografija
Provinca Ninh Bình leži  na jugu delte Rdeče reke, med [[Rdeča reka|Rdečo reko] in reko Ma. Omejena je s provincama Hòa Bình in Nam Định na severu, Hà Nam na severovzhodu ter Thanh Hóa na jugu in zahodu. Obala Tonkinškega zaliva je zelo kratka.
Stožčasta in stolpasta kraška pokrajina Tràng An v »suhem zalivu Halong« je tik zahodno od mesta Ninh Binh in je svetovna kulturna in naravna dediščina. Tràng An je bil leta 2014 uvrščen na seznam Unescovih območij in je do danes edini z dvojnim statusom v Vietnamu. Vredno ogleda je tudi pagoda Bái Đính, ki stoji v severovzhodnem varovalnem pasu območja svetovne dediščine. Kompleks, ki pokriva več kot 500 hektarjev, vključuje več templjev in 100 m visok stolp Bai Đính, v katerem so relikvije Bude.
62 km severovzhodno od mesta Ninh Binh je narodni park Cúc Phương. Ta je bil odprt leta 1962 kot prvi narodni park v Vietnamu in je zdaj šesti največji park v državi.
Povprečna temperatura zmerno vlažnega in toplega območja je 23,4 °C. Letna količina padavin je okoli 1800 mm z največjo količino v avgustu in septembru.

## Administrativne enote
Provinca Ninh Bình je razdeljena na osem pododdelkov na ravni okrožja:
- 6 okrožij: Gia Viễn, Hoa Lư, Kim Sơn, Nho Quan, Yên Khánh, Yên Mô
- 2 provincialni mesti: Ninh Bình (prestolnica), Tam Điệp

Nadalje so razdeljeni na sedem mest na ravni občine (ali naselij), 122 občin in 16 okrajev.

## Demografija
V provinci živi 23 etničnih skupin, Viet/Kinhi pa predstavljajo večino z 98 %. Tam živijo tudi večje skupine Dao, Hoa, Mẹo ali Hmông, Mường, Nùng, Tày in Thái.

## Infrastruktura
Skozi provinco potekata državni cesti 1A in 10. Ninh Binh ima povezavo s hitrim vlakom do 91 km oddaljenega glavnega mesta Hanoja in avtobusne linije do južne avtobusne postaje Hanoja. Hitri vlaki proti jugu države vozijo v Thanh Hoa in Vinh. Rečno pristanišče Ninh Phúc je največje v Vietnamu.

## Kultura in obrti
Znani festivali v provinci so festival Thai Vi, ki se praznuje v tretjem mesecu luninega koledarja v občini Ninh Hai, okrožje Hoa Lư, festival Truong Yen, festival Yen Cu in festival Non Khe. 
Pomembna ročna dela so vezenine okrožja Hoa Lư in delo s trstiko okrožja Kim Sơn.

## Znamenitosti

### Naravne znamenitosti
- Tam Cốc-Bích Động
- Ekoturistična cona Thung Nham (Khu du lich sinh thái Thung Nham)
- Jame Mua (Hang Mua)
- Slikovit krajinski kompleks Tràng An
- Cúc Phương: pragozd in starodavna naseljena jama (Nho Quan)
- Jama in pagoda Địch Lộng (Gia Thành - Gia Viễn)

Ninh Binh je bil izbran med glavnimi lokacijami za film Kong: Otok lobanj.

### Konzervatorski centri
- Zavetišče za medvede Ninh Binh
- Center za reševanje ogroženih primatov
- Program ohranjanja mesojedcev in pangolinov
- Center za zaščito želv

### Ekološke znamenitosti
- Narodni park Cúc Phương
- Naravni rezervat mokrišča Van Long

### Zgodovinske znamenitosti
- Pagoda in jama Bich Dong
- Tempelj Bái Đính
- Dolga pagoda Ban
- Dinh in Le Temples
- Starodavna prestolnica Hoa Lư
- Citadela Hoa Lư; Pagoda Nhat Tu
- Stolnica Phát Diệm (Phát Diệm - Kim Son)

Staro mesto Ninh Bình je dobro znano zgodovinsko mesto v Vietnamu.

## Galerija
- Naravni rezervat mokrišča Van Long
- Ptičji park Thung Nham
- Apnenčasta pokrajina
- Riževa polja
- Pokrajina v bližini mesta Ninh Binh
- Tam Cốc-Bích Động
- Katedrala Phat Diem
- Hoa Lư - starodavna prestolnica
- Tempelj Bái Đính
- Vas Khê Ha in polja